# Francesco Cattani da Diacceto
Francesco Cattani da Diacceto, o Ghiacceto, detto il Pagonazzo (Firenze, 16 novembre 1466 – Firenze, 10 aprile 1522), è stato un filosofo platonico italiano.
Fu anche detto il Vecchio per distinguerlo dall'omonimo nipote, che fu vescovo di Fiesole.  

## Biografia
Studiò lettere classiche e filosofia a Pisa, dove ebbe compagno di studi Giovanni de' Medici; conobbe Marsilio Ficino e ne fu fedele discepolo, continuandone l'opera di diffusione del platonismo.
Nel 1499 scrisse il De pulchro, dal 1502 insegnò nello Studio di Firenze. Pubblicò il De amore nel 1508, facendone poi la versione italiana. Rettore dell'Accademia platonica fiorentina, scrisse il Panegyricus in amorem e un commento al Simposio di Platone.

## La dottrina
Definito dal biografo Benedetto Varchi «specchio non solamente della vita civile, ma eziandio della speculativa», fu allievo del Ficino che «udì con tanta ingordigia che in non molto tempo, non pure platonico, ma eccellentissimo platonico divenne». Da parte sua, il Cattani si riconoscerà sempre debitore del suo maestro, tanto da scrivere che «noi siamo tutto quel che siamo, se pure siamo qualcosa, grazie a Marsilio Ficino» il quale «quasi nostro familiare demone, parlerà per bocca nostra».
Anche l'intento di accordare platonismo, aristotelismo e Cristianesimo, esercitato da Pico della Mirandola, fu accolto dal Nostro, per quanto egli non citi mai il Pico, e ben più presente che nel Ficino è il suo interesse per Aristotele, il quale «nei libri morali a Nicomaco con squisita ricchezza ci prepara la via onde possiamo raggiungere la somma virtù. Infatti, chi entra nel tempio della vera felicità, trova subito nel vestibolo le virtù civili, di cui tratta quel libro. Poiché le virtù liberatrici e quelle dell'animo ormai affrancato, fastigio di tutta la vita, seguiranno dopo».
Anche nella sua Paraphrasis in libros IV de Coelo sostiene che Platone e Aristotele avessero la medesima opinione circa l'unità del mondo, mentre il tutto procede da Dio e a Dio ritorna. Infatti nei Libri d'amore afferma che «diciamo Dio esser principio, mezzo e fine. Imperocché per il principio intendiamo le cose da lui procedere; per il mezzo a lui convertirsi; per il fine esser da lui donate dell'ultima sua perfezione: la quale consiste nella vera unione seco. Questo significarono gli antichi Pitagorici, quando dissero la Trinità esser misura di tutte le cose: Questo significò ancora Orfeo quando disse Giove esser principio, mezzo e fine, e però (come dice Dionisio Areopagita) in questo modo Iddio è splendore agli illuminati, perfezione ai perfetti, ai Deificati divinità, a' semplici semplicità, unità a quelli che partecipano dell'uno, vita de' viventi, essenza di quelle cose che sono; di tutta l'essenzia, di tutta la vita, principio e causa. E però ogni cosa creata, o vuoi eterna, o vuoi mortale, o vuoi razionale, o vuoi angelica, può esclamare insieme col Profeta: Signore, lo splendore della faccia tua è segnato sopra di noi».
Per il Diacceto, a Dio non appartengono attributi, cosicché di lui può dirsi solo quel che non è, come già affermava Platone nel Parmenide «non esser di Dio nome, non diffinizione, non scienza, non senso, non opinione» e da Dio discende ogni cosa, secondo una scala di qualità: gli angeli dapprima, che governano le anime, poi le anime, che governano i corpi, e infine, appunto, i corpi.
In questa moltiplicazione della realtà, il tutto resta uno, allo stesso modo con il quale il pensiero, pur pensando molte cose, mantiene la sua unità. Al centro del tutto è l'anima umana, sintesi del tutto e rappresentazione mondana di Dio, in possesso della «stessa maestà divina». L'anima, «degenerando dall'Angelo da cui procede, inclina alla natura del corpo, qual produce; nondimeno, non degenera dall'Angelo tanto che essa non riservi delle condizioni dubbie, né inclina tanto al corpo, che essa al tutto partecipi delle sorde materiali. Per la qual cosa, posta in mezzo dell'una e dell'altra natura, non dimette l'una e il ministerio del corpo e gode le delizie del mondo intelligibile. Onde meritatamente è detta nodo dell'universo».

### Edizioni
- I tre libri d'amore di m. Francesco Cattani da Diacceto, filosofo et gentil'huomo fiorentino, con un Panegirico all'amore'', et con la vita del detto Autore, fatta da M. Benedetto Varchi, Vinegia, Gabriel Giolito de' Ferrari, 1561
- Opera, Basileae, Per Henrichum Petri & Petrum Pernam, 1563
- De Pulchro libri III : accedunt opuscula inedita et dispersa necnon testimonia quaedam ad eumdem pertinentia, ed. Sylvain Matton, Pisa, Scuola Normale Superiore, 1986 ("Nuova collezione di testi umanistici inediti o rari" ; 18)
- Opera omnia Francisci Catanei Diacetii, Fac-simile de l'edition Basileae, per Henricum Petri et Petrum Pernam, 1563, Introduction de Stéphane Toussaint, Enghien-les-Bains, Editions du Miraval, 2009

### Studi
- (EN) Luc Deitz, Francesco Cattani da Diacceto, in Jill Kraye, Cambridge translations of Renaissance philosophical texts, 1997.
- E. Lapino, Commentarius de vita F. Cattani, Basileae, 1563
- E. Garin, Storia della filosofia italiana, Torino, 1978
- B. Varchi, Vita, Pisa, 1986